# Tiener Vastelaovends Konkoer
Het Tiener Vastelaovends Konkoer (afgekort TVK, Nederlands: Tiener Carnavals Concours) is een jaarlijkse wedstrijd in Nederlands Limburg, waarbij het beste carnavalsliedje van tieners, van dat jaar wordt gekozen. Het TVK is bedacht door de destijds 12-jarige Melanie Jennes. Het TVK wordt georganiseerd door de Stichting Talenz.nl uit Doenrade in samenwerking met plaatselijke carnavalsverenigingen en bestaat sinds 2010. Het TVK wordt uitgezonden door L1 op TV en Facebook.
De wedstrijd werd opgericht als overbrugging tussen het KVL voor kinderen en het LVK voor volwassenen.

## Winnaars
| Jaar | Finaleplaats | Winnaar           | Winnende lied                 | Plaats winnaar | Schrijver                              |
| ---- | ------------ | ----------------- | ----------------------------- | -------------- | -------------------------------------- |
| 2010 | Schinnen     | Joske en Jori     | Wiedeweg                      | Horst          | T. Kleeven, C. Kuipers                 |
| 2011 | Oirsbeek     | De Stappers       | Blieve gaon                   | Venray         | L. Aarts, R. Gommans, J. Reivers       |
| 2012 | Venray       | Joske en Jori     | Nou giet ut gebeure           | Horst          | T. Kleeven, C. Kuipers                 |
| 2013 | Heel         | Niels en Kay      | Jodel-Idool                   | Eijsden        | T. Bartels, M. Bartels                 |
| 2014 | Heerlerheide | Giovanni en Teun  | Alaaf                         | Velden         | Marcel Driessen, Jan Arts Thei Wessels |
| 2015 | Oirsbeek     | Suze en Larissa   | Waaauw!                       | Limbricht      | Thei Wessels                           |
| 2016 | Heythuysen   | Luc en Eef        | Genne Tied                    | Grubbenvorst   | René Verschueren                       |
| 2017 | Velden       | Fiorenza Ruijters | Super Tiener Vastelaovendsbal | Valkenburg     | P. van de Weijer                       |
| 2018 | Geleen       | Verrékkes Moj     | De Vastelaovesknal!           | Venray         | L. Mooren, P. Janssen                  |
| 2019 | Venray       | Verrékkes Moj     | R.I.T.M.E.                    | Venray         | L. Mooren, P. Janssen                  |
| 2020 | Tegelen      | Isabelle Jennes   | Vastelaovend en Chill         | Doenrade       | Hélène Jennes, Wim Jennes              |